# Gina Dirawi
Gina Dirawi (uttal: /²giːna dɪˈrɑːvɪ/), född 11 december 1990 i Sundsvall, är en svensk programledare, komiker, skådespelare, journalist, producent,  författare, musiker och före detta youtuber.
Dirawi ledde Melodifestivalen 2012, 2013 och 2016. Festivalen blev hennes stora genombrott även om hon redan tidigare fått betydande uppmärksamhet för att bland annat vara en av Sveriges första youtubare. Hon har även lett Grammisgalan vid två tillfällen (2014 och 2015) och Musikhjälpen 2011, 2012 och 2015, samt Guldbaggegalan 2022.
År 2012 och 2013 blev hon framröstad till "Årets kvinnliga programledare" på Kristallengalan. Hon vann då över bland andra Carina Berg och Gry Forssell. 2014 släppte hon sin debutsingel "LOVE" som hon skrivit själv. 
Den 24 december 2015 var hon julvärd i Sveriges Television. Hon var 2017 och 2018 programledare för Idol tillsammans med Pär Lernström. 2019 kom dokumentären Vad hände Gina Dirawi av Jane Magnusson. Dokumentären handlar om Dirawis liv med hot och livvakter.
Våren 2020 kom romanen Paradiset ligger under mammas fötter, Gina Dirawis debut som författare. 2022 kom Dirawis debutalbum Meet Me in Jannah.

## Biografi

### Uppväxt
Dirawis har rötter med palestinska föräldrar födda i Libanon. Dirawis farbror, som studerade vid Uppsala universitet, övertalade Dirawis far Saleh att komma till Sverige och denne började studera i Sundsvall. Han gifte sig med palestinskan Siham och bosatte sig i Sundsvall, där Gina Dirawi och hennes tre syskon föddes och växte upp. Gina Dirawis farfar var imam i Sundsvall fram till sin död i mars 2011.
I Sundsvall gick hon gymnasieskolans naturvetenskapliga linje och studerade därefter statsvetenskap och retorik vid Mittuniversitetet. Dirawi är utbildad vid Röda Korset i frågor som rör hederskultur och hedersförtryck. Hon har ingen dokumenterad utbildning i journalistik, musik eller teater.

### 2009–2011: Bloggen och starten på karriären

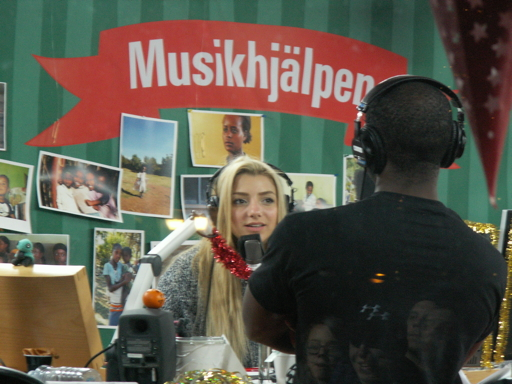
Musikhjälpen 2011, med Gina Dirawi (till vänster) och Kodjo Akolor (till höger).

Dirawis karriär började i mars 2009. Hennes blogg, Ana Gina (som betyder Jag är Gina på arabiska), startade då som en vanlig dagboksblogg, och från augusti utvecklades den också till en videoblogg. I den presenterade hon satirer med fasta rollfigurer från både arabisk och svensk kultur. Humorvideorna spreds via Youtube (hittills 17,5 miljoner visningar, mars 2015) och både bloggen och youtube-kanalen blev mycket omtalade. 
Ginas rollfigurer var: 
- Syster Khadidje – en muslimsk kvinna
- Svennemorsan Bettan – en svensk mamma
- Discoturken Dario – en ung invandrarkille
- Fjortisen Fippan – en fjortis.

Med figurerna ville hon driva med fördomar och stereotyper med humorn som verktyg. Hennes mål var att väcka känslor och åsikter genom humor och provokation, vilket hon också lyckades med eftersom klippen och figurerna fick en stor uppmärksamhet. I samband med detta blev Dirawi också allvarligt mordhotad.
Under 2009 gick hon till slutaudition i Idol på TV4.
Från februari till augusti 2010 hade Gina Dirawi anställning som mobil reporter på radiokanalen P4 Västernorrland och innan det studerade hon på Mittuniversitetet.
Inför de allmänna valen 2010 fick SVT upp ögonen för Dirawi och hon fick börja blogga om valet på SVT:s webbplats. Hon hade SVT’s första blogg. Därefter fick hon webb-talkshowen The Ana Gina Show på SVT Play. Showen sändes i 32 avsnitt med gäster som Carolina Gynning, Alex Schulman, Kristian Luuk, September, och Blondinbella. I programmet syntes även hennes figurer i olika sketcher. Hösten 2011 hade hennes andra show premiär, The fabulous life of Ana Gina, som också den visades på SVT Play. Med gäster som bl.a. Wiz Khalifa, James Blunt och Filip Hammar.
Den 18 augusti 2011 debuterade Dirawi som sommarpratare i P1. Dirawis program handlade om svårigheten att vara en ung muslimsk tjej med invandrarbakgrund i det svenska samhället. Hon talade också om sina upplevelser kring att bevittna bombdåden i Stockholm.
Mellan den 12 och 18 december 2011 var hon programledare för Musikhjälpen 2011, som sändes i SVT och i P3, tillsammans med Jason Diakité (Timbuktu) och Kodjo Akolor.

### 2012–2013: Genombrottet
Den 31 oktober 2011 meddelades det att Dirawi, tillsammans med Sarah Dawn Finer och Helena Bergström, skulle leda Melodifestivalen 2012. Hon var den första programledaren för Melodifestivalen född på 1990-talet och blev hyllad för sina insatser. Därefter var hon panelmedlem i SVT:s Inför Eurovision Song Contest och kommenterade de tre sändningarna av Eurovision Song Contest 2012 tillsammans med manusförfattaren Edward af Sillén.
Under våren 2012, efter Melodifestivalen, började säsong två av hennes serie The fabulous life of Ana Gina. Denna gång spelades serien in i Hollywood.
Sommaren 2012, med start 8 juli, höll hon i programmet Hallå i P3 i Sveriges Radio. I programmet fick hon besök av kända gäster som besvarade lyssnarfrågor. Samtidigt var Dirawi skribent för Aftonbladet och skrev krönikor.
Även 2012 var hon programledare för Musikhjälpen tillsammans med Kodjo Akolor och Jason Diakité. Detta år sändes programmet från Stortorget i Malmö.
I Melodifestivalen 2013 återkom Dirawi som programledare, denna gång tillsammans med Danny Saucedo. Hon var programledare för Studio Eurovision som sändes timmen innan Eurovision Song Contest 2013 i Malmö gick av stapeln. Där intervjuade Dirawi bl.a. Jean Paul Gaultier, Carl Bildt och deltagare i Eurovision.
Dirawi var 1 juni 2013 programledare i SVT för den rikstäckande kampanjen Hungerhjälpen. Hon höll i Hallå P3 sommaren 2013. Hon var programledare för Kristallen 2013 tillsammans med André Pops.

### 2014–2018: TV och teater

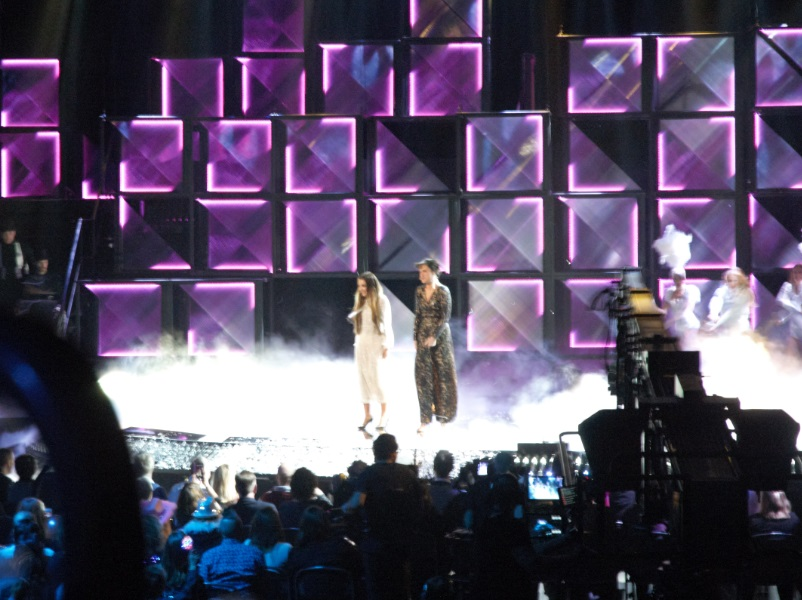
Gina Dirawi och Petra Mede leder Melodifestivalen 2016

År 2014 ledde Dirawi Grammisgalan med brittiske Ray Cokes som bisittare. År 2015 ledde hon Grammisgalan igen, denna gång utan bisittare.
Den 27 augusti 2014 släppte Dirawi sin första singel, ”LOVE”, som hon skrivit själv, i samband med att hennes nya serie Ginas värld hade premiär på SVT Flow och visades senare på SVT 1. Där Dirawi intervjuade bland andra  Felicia Pearson från "The Wire", vietnamesiske buddhistledaren Thich Nath Hahn och prinsessan Märta Louise av Norge. 10 mars 2015 släpptes hennes andra singel ”Mad Woman”.
Den 21 mars 2015 hade serien Ginas show premiär i SVT. 27 augusti 2015 hade andra säsongen av Ginas värld premiär på SVT Play, denna gång intervjuade Dirawi bland annat unga israeliska kvinnliga soldater, offer och dömda mördare i Rwanda samt spirituella samfund i Italien. 15 oktober 2015 hade intervjuprogrammet Edit: Dirawi premiär i SVT2. 
I november 2015 meddelade SVT att Gina Dirawi blir årets julvärd 2015, vilket gjorde henne till den yngsta julvärden någonsin. Dirawi var även en av tre programledare för Musikhjälpen 2015.
Våren 2016 var Dirawi huvudprogramledare för Melodifestivalen 2016, och det meddelades senare att hon skulle leda förprogrammet för Eurovision Song Contest – Studio ESC – samt dela ut Sveriges poäng i Eurovision Song Contest.
Under augusti 2016 ledde Dirawi fyra entimmes program av Årets retro på SVT, tillsammans med Henrik Schyffert. Under hösten spelade hon titelrollen i pjäsen Donna Juanita – En musikal fritt efter Hasse & Tage mot bland andra Claire Wikholm på Stockholms stadsteater. Den 9 december 2016 släppte Dirawi singeln ”Hurt you so bad”, som hon skrivit själv.
Hösten 2017 ledde Dirawi tillsammans med Per Lernström elva fredagsfinaler av Idol 2017. 2018 ledde Dirawi än en gång elva fredagsfinaler av Idol tillsammans med Per Lernström.

### 2019–2025: Dokumentär, roman, album, stiftelse
I december 2019 visades dokumentären Vad hände Gina Dirawi? av Jane Magnusson. Dokumentären sändes på SVT och handlade om Dirawis liv med mordhot och livvakter, vilket tog sin början runt 2015 då hon var julvärd i SVT och syntes i en mängd olika tv-program.
4 mars 2020 kom romanen Paradiset ligger under mammas fötter ut på Norstedts förlag. Gina Dirawis debut som författare är en historia om två svensk palestinska tonårsflickor i en ”håla” i Norrland, liksom om en ung kvinna i ett palestinskt flyktingläger i Libanon. Historien innehåller teman som frigörelse, vänskap och orättvisor. Arbetet med boken, vars titel är ett citat från profeten Muhammed, påbörjades 2016. 2020 blev Dirawi den första kvinnan från Mellanöstern och med muslimsk bakgrund att vara på omslaget av Elle Sverige.[källa behövs] Dirawi ledde 2020 och 2021 den internationella galan Right Livelihood Award.
1 juli 2021 släpptes singlarna ”Sunday” och ”Live and Die” från Dirawis då kommande debutalbum Meet me in Jannah, producerat av Björn Yttling och Freja Drakenberg. Singlarna var med i Netflixserien Young Royals. 30 september 2021 släpptes hennes singel "Blame It On Me". 25 november släpptes Dirawis första låt på arabiska, "Bmoot", som betyder "jag dör". 
7 januari 2022 släppte Dirawi låten "Ensam" med Daniel Boyacioglu för Cancerfonden. Låten är producerad av Patrik Berger. 
24 januari 2022 ledde Dirawi Guldbaggegalan.
Albumet Meet Me in Jannah släpptes slutligen 18 februari 2022  på hennes egna label Swimgood, parallellt med musikvideon för titellåten. Albumet blev kritikerrosat i Dagens Industri, Aftonbladet, Gaffa och Nöjesguiden. I samband med albumsläppet intervjuades Dirawi i programmen Carina Bergfeldt, Sverige!, Go'kväll och Söndagsintervjun. 
Sommaren 2022 deltog Dirawi med band i den återuppståndna Kalasturnén, den första turnén som musikartist.
I maj 2022 släpptes Dirawis dokumentärserie om existentiell ångest, ärvd trauma och effekterna av PTSD och trauma i sex delar för SVT, "Gina Dirawi lever och dör", där hon också var producent. Serien var en av de första i Sverige som tog upp temat om existensiell ångest och ärvd trauma.[källa behövs]
Dirawi har även suttit i Kristallenjuryn 2021, 2022 samt 2023.[källa behövs]
2023 nominerades albumet "Meet me in Jannah" till Årets Pop på Manifestgalan. 
Inför Grammisgalan 2023 nominerades Dirawi i kategorin ”Årets Musikvideo” för låten ”Meet Me In Jannah”. Videon blev även nominerad i kategorin ”Best Cinematography” på Berlin Music Video Awards” 2022. Samt till The international festival of the art of cinemotagrapfy Energa CAMERIMAGE i Polen 2022.
2022 släppte Dirawi arabiska versionen till soundtracket "Urban City" till SVT-serien Tunna blå linjen, samt låten "Albi Tarakni" med producenterna Irya Gmeyner och Martin Hederos.
2023 spelade Dirawi huvudrollen som Farah i kortfilmen "Dissonans" mot Viktor Norén. Filmen visades på Göteborgs filmfestival.
Våren 2024 startade Dirawi stiftelsen "Gina Dirawi Foundation". Den 6 juni delades de två första "Gina Dirawi-stipendierna" ut för att främja ungas kreativa och konstnärliga röster. Stipendierna gick till Yaniel Wallsten och Zoe Fantis från Sundsvall. 
Våren 2025 medverkade Gina Dirawi i den fasta panelen i underhållningsprogrammet Bäst i test på TV4.
2025 släppte Gina intervjuserien "Gina mot miljarden" där Dirawi intervjuar människor som byggt miljardbolag för att ta reda på om hon kan bygga ett miljardbolag från grunden. utan någon tidigare erfarenhet. Serien skapades av Dirawi och Ash Pournouri och gjordes med Nordic Angels. Senare fick Dirawi sin första investering till sitt bolag ZËIYT, på 10 miljoner till en värdering på 50 miljoner, av Spotify's medgrundare Martin Lorentzon. 
I juni 2025 meddelades det att Dirawi var en av 2025 års sommarpratare i P1. Sommarpratet, som var hennes andra, blev kritikerrosat och fick fem plus av Aftonbladet.

## Produktioner

### TV–medverkan i urval
- 2010 – Ana Gina Show (3 säsonger) SVT
- 2010 – "Provokatörerna" SVT
- 2011–2012 – Fabulous life of Ana Gina (2 säsonger) SVT
- 2011, 2012, 2015 – Musikhjälpen
- 2012, 2013, 2016 – Melodifestivalen (2012, 2013, 2016)
- 2013, 2016 – Studio Eurovision SVT
- 2013 – Hungerhjälpen SVT
- 2013, 2018 – Kristallen (2013, 2018)
- 2014–2015 – Ginas värld (2 säsonger)
- 2015 – Ginas show SVT
- 2015 – "Edit: Dirawi" SVT
- 2014, 2015 – Grammisgalan SVT
- 2015 – Julvärd i SVT
- 2016 – Årets retro SVT
- 2017–2018 – Idol (2017, 2018)
- 2019 – Vad hände Gina Dirawi? SVT
- 2020 – Right Livelihood Award
- 2021 – Right Livelihood Award
- 2022 - Guldbaggegalan SVT
- 2022 - Gina Dirawi Lever och dör SVT
- 2025 - Bäst i test TV4
- 2025 - Gina mot Miljarden

### Radio
- 2010 – P4 Västernorrland
- 2010 – Humorhimlen i P3
- 2011, 2012, 2015 – Musikhjälpen i P3
- 2012–2013 – Hallå i P3
- 2011-2025 – Sommar i P1

### Filmografi
| År   | Roll    | Produktion       | Regi                         |       |
| ---- | ------- | ---------------- | ---------------------------- | ----- |
| 2023 | ”Farah” | Dissonans        | Torbjörn Martin              | Breel |
| 2025 |         | Egghead republic | Pella Kågeman och Hugo Lilja |       |

### Teater
| År   | Roll                | Produktion                                          | Regi          | Teater                 |
| ---- | ------------------- | --------------------------------------------------- | ------------- | ---------------------- |
| 2016 | Anita/Donna Juanita | Donna Juanita – En musikal fritt efter Hasse & Tage | Johanna Garpe | Stockholms stadsteater |

### Diskografi
- 2022 – Meet Me in Jannah (Swimgood)[31]

| Singlar                                                                | Singlar           | Singlar                | Singlar |
| Titel                                                                  | Utgivning         | Skivbolag              | Ref.    |
| ---------------------------------------------------------------------- | ----------------- | ---------------------- | ------- |
| "LOVE"                                                                 | 27 augusti 2014   | Gina Dirawi            | [ 42 ]  |
| "Mad Woman"                                                            | 10 mars 2015      | Universal Music        | [ 43 ]  |
| "Hurt you so bad"                                                      | 9 december 2016   | Gina Dirawi            |         |
| ”Sunday”                                                               | 1 juli 2021       | Gina Dirawi            |         |
| ”Blame It On Me”                                                       | 30 september 2021 | Gina Dirawi            |         |
| ”Bmoot”                                                                | 25 november 2021  | Gina Dirawi            |         |
| ”Live And Die”                                                         | 1 juli 2021       | Gina Dirawi            |         |
| ”Ensam” ft. Daniel Boyaciuglu                                          | 7 januari 2022    | Gina Dirawi            |         |
| "Meet Me in Jannah"                                                    | 18 februari 2022  | Gina Dirawi (Swimgood) |         |
| "Urban city - Daye3 wen" ft. Irya Gmeyner & Martin Hederos             | 27 augusti 2022   | Playground             |         |
| "My heart has left me- Albi Tarakni" ft. Irya Gmeyner & Martin Hederos | 16 september 2022 | Playground             |         |

## Priser och utmärkelser
- 2010 – Expressens pris för "Bästa webb-TV",[44]
- 2010 – Veckorevyns Blog Awards som "roligast i bloggvärlden".[45]
- 2012 – "Årets kvinnliga programledare" vid Kristallen 2012.
- 2013 – "Årets kvinnliga programledare" vid Kristallen 2013.
- 2014 –  Nominerad till "Årets kvinnliga programledare" vid Kristallen 2014.
- 2016 – Nominerad till "Årets kvinnliga programledare" vid Kristallen 2016.
- 2014 – "Årets TV-stjärna" på QX-galan.
- 2019 – "Årets program" i Kristallen 2019 för Idol med Pär Lernström.
- 2020 – Nominerad till "årets dokumentär" i Kristallen 2020.
- 2020 – Lena Nyman-priset, som årligen delas ut till en "begåvad konstnär som verkar i Nymans anda".[46]
- 2020 – Klara K's pingvinpris[47]
- 2021 – Årets svensk-palestinska artist
- 2022 – Nominerad "Berlin music video awards"
- 2022 – Nominerad till ”årets bästa talare” i ”Stora Talarpriset"
- 2022 - Nominerad till EnergaCamerimage international filmfestival of art and cinematography in Poland för ”Meet Me In Jannah” musikvideo
- 2023 - Nominerad i ”Årets Pop” för ”Meet Me In Jannah” i Manifestigalan
- 2023 - Nominerad "Årets Musikvideo" - Grammis